# Орден святого великомученика Юрія Переможця
Орден святого великомученика Юрія Переможця — український недержавний орден, заснований Православною церквою України для вшанування людей за заслуги перед Помісною українською православною церквою та побожним народом. Орден має один ступінь. Нагородження здійснює Предстоятель ПЦУ.

## Статут нагороди

### Загальні положення
Орден святого великомученика Юрія Переможця — це відзнака Православної церкви України, що встановлена рішенням Священного синоду від 4 лютого  2020 року (журнал № 2)

### Ступені ордену
Має один ступінь.

### За що і кому вручається
- Вручається за заслуги перед Помісною українською православною церквою та побожним народом.
- Орденом можуть бути нагороджені як громадяни України, так і громадяни інших держав.

### Порядок нагородження
- Представлення до нагородження проводиться за поданням архієреїв ПЦУ або інших осіб, окрім самого претендента на нагородження.
- Рішення про нагородження приймається Предстоятелем ПЦУ.
- Вручення нагороди здійснює Предстоятель Православної церкви України особисто чи за його дорученням і від його імені архієреї або священники ПЦУ.
- Особі, нагородженій орденом, чи її представнику, вручається знак нагороди визначеної форми та грамота про нагородження.

### Правила носіння
- Орден носять на грудях ліворуч.

### Інші положення
- Нагородження орденом вдруге, а також посмертне нагородження не здійснюється.
- Особи, нагороджені орденом, повинні дбайливо ставитися до збереження нагороди та грамоти. У разі їх втрати (пошкодження) видача дублікатів не передбачена.

## Нагороджені
- 20 травня 2021 року — Сергій Надал[1];
- 30 липня 2021 року — Григорій Галаган[2];
- червень 2022 року — Сергій Гамалій[3];
- грудень 2022 року — Валерій Залужний[4];
- листопад 2022 року — Кирило Буданов[5];
- 29 вересня 2022 року — 127-ма окрема бригада територіальної оборони[6];
- 14 липня 2023 року — Севастьян Артем Анатолійович (Грамота №625) ;
- 14 липня 2023 року — Корнах Руслан Леонідович;
- 06 жовтня 2023 року - Кодола Олександр Михайлович (Грамота №890) [7];
- 01 листопада 2023 року - Василик Григорій Васильович;
- 06 грудня 2023 року - адвокат та громадський діяч Ангелін Іван Ігорович;
- 06 грудня 2023 року - Дарчик Віталій Володимирович;
- 15 лютого 2024 року - Гайдай Павло Дмитрович.
- 22 травня 2024 року - Подщипков Андрій Юрійович
- 24 травня 2024 року - Чепурний Василь Федорович[8] (Грамота №1354)
- 19 січня 2025 року - Бабич Юрій Іванович
- 10 березня 2025 року - Герасимчук Руслан Іванович (Грамота №1736)
- 25 березня 2025 року - Дяченко Віктор Олександрович